# Ericameria pinifolia
Ericameria pinifolia là một loài thực vật có hoa trong họ Cúc. Loài này được (A.Gray) H.M.Hall mô tả khoa học đầu tiên năm 1907.